# Hahnia innupta
Hahnia innupta är en spindelart som beskrevs av Brignoli 1978. Hahnia innupta ingår i släktet Hahnia och familjen panflöjtsspindlar.
Artens utbredningsområde är Bhutan. Inga underarter finns listade i Catalogue of Life.